# Yate
Yate je město v západní Anglii v distriktu Jižní Gloucestershire, na jihozápadním konci Cotswoldských kopců, 19 kilometrů severovýchodně od velkoměsta Bristolu. Při sčítání obyvatelstva v roce 2001 dosahovala jeho populace 21 789 osob. Město Chipping Sodbury (s populací 5 066 osob) těsně přiléhá k Yatu na jeho východní straně. Yate se vyvinulo z vesnice v nové město v 60. letech 20. století, částečně kvůli množství obyvatelstva vytlačeného do něj z okolních přelidněných měst, respektive se stalo příměstským sídlištěm Bristolu.

## Osobnosti
Yate je rodištěm spisovatelky Joanne Rowlingové, autorky románů o Harrym Potterovi.

## Partnerské město
- Bad Salzdetfurth